# Pauline Vasseur
Pauline Vasseur (Lens, 5 de gener del 1988), de nom artístic Pauline, és una autora, compositora i intèrpret francesa.
El seu primer disc és Allo le monde (2008).